# Copa de Oro de Occidente 1954
El primer torneo de la Copa de Oro de Occidente se jugó en el año de 1954 y participaron los equipos Club Deportivo Guadalajara, Club de Fútbol Atlas, Club Deportivo Oro y Club de Fútbol León, los Freseros del Club Deportivo Irapuato no pudieron participar ya que aún estaban en el torneo de Copa de la Segunda división, de la cual habían sido campeones y habían ascendido.
Con el objeto de cubrir el receso entre el campeonato del torneo Copa México y el de Primera División que se iniciaba el 1 de agosto de 1954.Los tres equipos profesionales de la ciudad de Guadalajara y los entonces "Lechugueros" de León llegaron a un acuerdo para efectuar el primer torneo.
El viernes 14 de mayo de 1954 se reunieron los directivos de los cuatro equipos para ajustar el calendario a que se sometería la justa, que dio inicio oficialmente el 30 de mayo y terminó el 4 de julio de 1954, acordándose jugar seis partidos diurnos y tres nocturnos en la cancha del Estadio Felipe Martínez Sandoval y en las visitas correspondientes al campo de los lechugueros del León.
El programa de partidos fue el siguiente:
El domingo 30 de mayo en Guadalajara el Oro contra Guadalajara y en León Atlas contra León.
El jueves 3 de junio en Guadalajara el Guadalajara contra el León.
El domingo 6 de junio en Guadalajara el Guadalajara contra el Atlas y en León, Guanajuato el Oro contra el León.
El domingo 13 de junio en Guadalajara el Oro contra el Atlas cubriéndose así la primera vuelta.
En la segunda vuelta el jueves 17 de junio en Guadalajara el Atlas contra León.
El domingo 20 de junio Guadalajara el Guadalajara contra Oro.
El domingo 27 de junio Guadalajara el Oro contra Atlas y en León Guadalajara contra León.
El jueves 1 de julio Oro contra León y el domingo 4 de julio el último partido con un Clásico Tapatío entre Guadalajara y Atlas, con lo que se despedía a los rojinegros de la primera división ya que a partir de agosto participarían en Segunda división.
También se llegó a un acuerdo de que el torneo seguiría disputándose año tras año, y el trofeo estaría hecho de oro maciso, que se quedaría en manos del que ganara tres campeonatos consecutivos o cinco alternados, y cada año se entregaría al conjunto ganador una réplica de dicho trofeo.

## Se inicia la competencia
| Equipo      | Pts. | PJ | PG | PE | PP | GF | GC | Dif |
| ----------- | ---- | -- | -- | -- | -- | -- | -- | --- |
| Guadalajara | 10   | 6  | 4  | 2  | 0  | 16 | 8  | 8   |
| Oro         | 9    | 6  | 3  | 3  | 0  | 21 | 12 | 9   |
| León        | 4    | 6  | 2  | 0  | 4  | 9  | 16 | -7  |
| Atlas       | 1    | 6  | 0  | 1  | 5  | 8  | 18 | -10 |

La lucha por la Copa se esperaba del agrado del público, no obstante tener los cuatro cuadros sus líneas mutiladas por la inclusión de sus astros en la selección nacional, tales como "Chepo" Naranjo, "Chicho" López (Oro), Tomás Balcázar, Raúl Arellano (Guadalajara), "Chapetes" Gómez, "Pistache" Torres (Atlas), Antonio Carbajal y Sergio Bravo (León).
El cuadro del Oro resultaba como favorito por su cuadro mejor formado y con más potencia, teniendo en su alineación a los siguientes hombres: Fernando Barrón, Raúl Córdoba, Sabino Morales, Constantino Perales, "Tejón" García, Augusto Arrasco, Evelio Alpizar, "Pisto" Hermosillo, el "Guayabo" Torres, Galván, Juan Carlos Carrera, Jorge Arroyo, el "Che" Ree, Héctor Hernández, "Bolas" Vázquez, Alberto Nuño y "Natilla" Salcedo.
Enseguida se bosquejaba el León con los siguientes hombres: Cirstóbal, Varela, López, "Mulo" Gutiérrez, Nova, Rodríguez, Mauro Franco, Juan José Novo, "Peterete" Santillán, "Che" Sansón, Leonel Bossa, Luis Luna, Reyes, "Pato" Miranda Briseño y Montemayor.
En tercer término la causa rayada con sus nacionales: "Tubo" Gómez, "Chato" Nuño, "Tigre" Sepúlveda, "Jamaicón" Villegas, "Bigotón" Jasso, "Zurdo" Rivera, "Chamaco" de la Torre, "Melón" Reyes, "Dumbo" López, "Mellone" Gutiérrez, "Panchito" Florez, "Chuco" Ponce, Garduño y Rafael Verónica.
Por último el cuadro rojinegro con jugadores como: "Changa" González, "Chita" Aldrete, Raúl Chanes, Luis Ornelas, "Rorro" Medina, "Quenos" Rodríguez, Díaz, "Negro" Franco, Mercado, "Chato" Vázquez, Macías, "Chato" Ruíz, "Chale" Carrillo, "Mecánico" Gómez, "Pollo" Tavares, "Mellone" Ramírez, "Muerto" Maciel y el "Tico" Cubero.
El domingo 14 de julio en el campo de Oblatos se rompió el fuego con el choque inaugural Oro contra Guadalajara, que resultó igualado a 2 goles.
El calendario siguió su rol con los siguientes resultados, 13 de junio en León los Esmeraldas de León ganaron 3 a 1 al Atlas, 17 de junio Guadalajara 4 León 1, 20 de junio Atlas 2 Oro 2, 27 de junio Guadalajara 2 Atlas 1, en León Oro 3 León 2.
La segunda vuelta arrojó los siguientes resultados, 29 de junio en Guadalajara, Atlas 0 Leon 1, 4 de julio Oro 2 Guadalajara 2, 11 de julio Oro 5 Leon 2, 18 de julio Oro 7 Atlas 2,con 2 goles del delantero y goleador del equipo "mellone" Ramírez, con esta goleada áurea se colocaban en la cúspide de la tabla con 9 puntos uno sobre el Guadalajara.
Faltaba una fecha para dar cerrojo a la competencia con el choque Atlas contra Guadalajara, cotejo que fue ganado por el Guadalajara por marcador de 3 goles a 2, con esto el Guadalajara superaba al Oro en la puntuación y se coronó campeón de la primera Copa de Oro de Occidente.
- Datos: Q5787670